# Eurêka! (jeu vidéo)
Pour les articles homonymes, voir Eurêka (homonymie).
 (mars 2019).
Eurêka! est un jeu d'aventure en mode texte (ou Fiction interactive) pour Commodore 64 et ZX Spectrum, conçu par Ian Livingstone et édité par Domark en 1984. Sa particularité était d'être associé lors de sa sortie à un concours qui récompensait de 250 000 F le premier joueur à terminer le jeu.

## Histoire
Au cours de la dix-septième mission Apollo, les astronautes américains découvrent sur la Lune un étonnant cristal poli de quarante centimètres de côté, dont l'existence est soigneusement tenue secrète. Réfractaire à toute analyse qui permettrait de percer le secret de sa composition et de son origine, il est exposé, en dernier recours, au Laser Shiva Fusion Project : le talisman se met à vibrer, puis explose sous l'effet du rayon, qui disperse chacun de ses angles.
Trois des coins manquants sont retrouvés plusieurs années plus tard, l'un en Australie, un autre au Groenland et le dernier en Mongolie extérieure. Dans chacun des cas, les morceaux ont été localisés grâce aux ondes radio particulières qu'ils émettent, mais il en manque toujours cinq. Comme par coïncidence, une série de violents séismes secoue la surface de la Lune.
Un physicien renommé, le docteur Abdul Majid, est persuadé que ces séismes sont dus à l'altération du talisman et que, sous peu, la Lune va se désintégrer à son tour, envoyant des milliers de météores gigantesques s'écraser sur la surface de la Terre. D'après ses calculs, il ne reste que quelques mois avant cette catastrophe, donc avant la destruction de notre planète, le 31 décembre 1985.
Le docteur Majid a convaincu la NASA de sa théorie, et il prétend savoir où se trouvent les autres morceaux du talisman. Chaque pièce aurait été projetée dans l'espace-temps et devrait se trouver :
- une en Europe préhistorique,
- une en Italie du temps de la Rome antique,
- une en Angleterre du temps du roi Arthur,
- une en Allemagne, en pleine Seconde Guerre mondiale,
- la dernière, enfin, de nos jours, quelque part dans les Caraïbes.

À l'aide d'un dispositif expérimental, le Chronotron, la NASA vous envoie dans le temps à la recherche du premier morceau perdu. Quand vous l'aurez retrouvé, le cristal sera « rapatrié » au XXe siècle sous l'effet des champs de force, alors que vous vous déplacerez dans le vide de l'espace-temps à la recherche du morceau suivant.
Pour compliquer la chose, le morceau se trouvant dans les Caraïbes a cessé d'émettre. Le secrétaire général de l'ONU a reçu une lettre d'un certain Hugo von Berg qui détient le dernier morceau et ne le rendra que s'il reçoit le pouvoir absolu sur le monde. Vous devrez l'arrêter, retrouver le dernier morceau du talisman et télégraphier le message secret au secrétaire général de l'ONU pour lui confirmer que vous venez de sauver le monde.

### L'ère préhistorique
Vous errez sur une terre sauvage et hostile, essayant de survivre aux volcans, aux marais putrides, aux t-rex affamés, aux ptérodactyles et autres tigres à dents de sabre. Bien qu'anachroniques, les hommes préhistoriques que vous côtoyez sont un peu farouches, mais seront finalement capitaux pour l'avancée de votre quête. Lorsque, enfin, vous les rencontrerez, vous devrez vous faire accepter d’eux et tenter de glaner des informations sur l'objet de votre quête.

### LaRome antique
Dans la Rome du premier siècle apr. J.-C. (quoique, étant donné que l'on y croise Archimède sortant de sa baignoire en criant Eurêka !, tout porte à croire qu'on est en 265 av. J.-C. en Sicile, mais ce n'est qu'un anachronisme de plus dans le jeu), le Talisman est aux mains de Néron. Vous commencez votre aventure comme esclave, et devrez vous introduire dans le palais de l'Empereur afin de récupérer le talisman. Il vous faudra survivre aux galères romaines, entrer dans l'arène et affronter les gladiateurs, vaincre dans une course de chars où tous les coups sont permis, et échapper à une colonie de lépreux sans y laisser votre peau. En cette époque de perdition où se côtoient les devins et les prophètes d'une Église naissante, votre salut dépendra peut-être des secrets enfouis au tréfonds des catacombes...

### Le Moyen Âge
Vous êtes en Angleterre, au temps du roi Arthur. Vous devrez gagner la confiance du Roi et mener à bien la quête du Saint Graal, afin de vous faire admettre au sein de la Table Ronde et ainsi participer à la bataille finale contre l'infâme Mordred. Mais il vous faudra également déjouer les pièges diaboliques de la fée Morgane qui n'ignore pas les pouvoirs du talisman, et est devenue alliée aux mystérieux hommes en noir de Von Berg. Chemin faisant, vous ferez la connaissance de l'enchanteur Merlin, d'une demoiselle en détresse, vous vous perdrez dans d'inextricables et obscures forêts, et peut-être survivrez-vous à une joute mortelle ou à un lapin sanguinaire issu tout droit des Monty Python.

### Colditz
Saxe, seconde guerre mondiale. Le quatrième fragment du Talisman se trouve quelque part au sein de la tristement célèbre prison de Colditz, au cœur de l'Allemagne nazie. Grimé en prisonnier de guerre, vous n'aurez aucun mal à vous y faire enfermer. Mais une fois à l'intérieur, il vous faudra faire preuve de prudence tandis que vous tenterez de percer les mystères de la forteresse, car les gardiens ne plaisantent pas avec les fouineurs dans votre genre. Des cuisines puantes aux bureaux feutrés, des souterrains cachés aux plus hauts remparts (en passant par de nombreux séjours au frigo), Colditz vous livrera peu à peu ses secrets. Naturellement, les meilleures choses ayant une fin, il faudra aussi vous en évader. Plusieurs fois.
Une fois dehors, ne chômez pas, car il reste de belles résistantes à libérer, des ponts à faire sauter, des champs de mines, et des bunkers remplis de secrets inavouables.

### Aventures auxCaraïbes
Tout droit inspirée des aventures de James Bond, l'heure de la confrontation finale est arrivée. Vous êtes parachuté sur le repère secret de Von Berg, une petite île perdue au milieu des Caraïbes. Votre mission, car vous l'avez acceptée, est de reprendre à votre ennemi de toujours le dernier fragment du cristal, et ainsi sauver le monde de la destruction. Après avoir échappé aux dangers classiques de la jungle tropicale (volcan, pyramide précolombienne piégée, animaux féroces, grotte de flibustiers...), vous devrez vous introduire dans la villa du mégalomane en déjouant gardes et systèmes de sécurité. Votre quête vous entraînera alors dans les entrailles de l'île, sur les traces de Von Berg, bien décidé à mener ses projets à terme et à vous en faire baver au passage, histoire de régler une vieille dette.

## Le concours à 250.000 F
Eurêka! Gagnez 250.000 F et sauvez le monde !
Domark choisit lors de l'élaboration du projet, de miser sur le scénario du jeu et par conséquent d'engager Ian Livingstone, célèbre pour sa série des Livres dont vous êtes le héros. Les concepteurs choisissent aussi de s'entourer des meilleurs créatifs de l'époque, et de sous traiter le développement en offshore à Andromeda Software, en Hongrie, où les coûts étaient considérablement réduits. Les économies substantives qui en furent tirées permirent de financer un concours, l'un des premiers du genre, doté d'une récompense de 250.000 F (soit environ 75000 euros actuels en tenant compte de l'inflation) au premier qui terminerait Eurêka!. La sortie mondiale a lieu le 31 octobre 1984, laissant exactement 14 mois à ses acheteurs pour résoudre l'énigme. La dotation de prix explique en grande partie la difficulté extrême d' Eurêka!. Afin de rendre la tache encore plus ardue, les concepteurs imaginèrent donner un minimum de points de vies au joueur pour commencer son aventure, à sa charge d'en gagner avant de la commencer en prouvant son agilité. Avant chaque aventure, vous devez passer par un jeu d'arcade dont la règle est simple : en évitant vos ennemis, vous récoltez tous les objets clignotants et les ramenez à votre base. Le jeu d'arcade est utile pour accumuler des points de vigueur (ou points de vie) pour le jeu d'aventures correspondant. Chaque tranche de 1000 point au-dessus de 50000 donne 1 point de vigueur supplémentaire dans l'aventure. Si vous quittez le jeu d'arcade avec un score inférieur à 50000 points, vous commencez le jeu d'aventures avec une vigueur de 50 points, la vigueur maximum possible étant de 100 points. Ces points sont évidemment très précieux, dans la mesure où le joueur est en danger quasiment constamment dans les 5 époques d'Eurêka!. Dans beaucoup de situations et en particulier lorsqu'une menace plane sur le joueur, le temps de réaction est compté, ne laissant qu'une dizaine de secondes pour réagir et taper au clavier la bonne action. En outre, il est nécessaire de se souvenir ou de noter au fur et à mesure ses moindres actions passées utiles à la progression, car en cas d'échec, il faut recommencer à zéro, les créateurs du jeu n'ayant pas donné la possibilité d'effectuer la moindre sauvegarde.
Le jeu est livré en cinq parties indépendantes représentant les 5 époques du jeu. Les 4 premières pouvaient être jouées et terminées indépendamment et dans n'importe quel ordre, en revanche la cinquième (Aventures aux Caraïbes) ne pouvait être commencée sans avoir terminée les 4 autres. Le livret qui accompagne le jeu original est extrêmement important. Il contient pour chaque époque un poème illustré recelant une énigme, ainsi que des indices (mais aussi des attrapes-nigaud) pour progresser dans l'aventure. Il contient également un chapitre supplémentaire qui permet, en combinant les solutions des énigmes précédentes, de reconstituer un message secret, ainsi qu'un numéro de téléphone. Le premier joueur à appeler ce numéro et à transmettre le message (en France par télégramme) avant le 31 décembre 1985 deviendrait le grand gagnant et recevrait la récompense de 25 000 £ (250 000 F) offerte par Domark.
Malgré son niveau de difficulté extrême, la récompense sera finalement empochée en 1985 par Matthew Woodley, un jeune anglais de quinze ans. Il doit appeler le numéro de téléphone trois fois, avant de trouver le courage de laisser un message sur le répondeur.
À noter qu'une polémique surgit en 1985, car sur la version française pour Spectrum, l'aventure Colditz est affligée d'un bug fort gênant : les actions DONNER et DEPLACER ne sont pas reconnues, ce qui rend le jeu impossible à terminer.
Quatre ans plus tard, en 1988, sortira sous Amiga un jeu intitulé Explora, qui reprend le principe du voyage dans le temps à la recherche d'une énigme, et où la sauvegarde des parties est également impossible. Ce jeu était lui aussi doté d'un prix, un voyage en Égypte, décerné au premier qui terminerait le jeu.